# Caxito
Caxito est une ville angolaise, capitale de la province côtière de Bengo, au nord de la capitale nationale Luanda dont elle faisait partie de la province jusqu'en 1975.

## Religion
Caxito est le siège d'un évêché catholique créé le 6 juin 2007.